# Unter Uns
Unter Uns (Entre Nous) est le titre d’un journal clandestin publié et diffusé à quelques centaines d’exemplaires seulement, sans doute en décembre 1941, par le groupe Nord du Mouvement de Libération Nationale de Robert Guédon en zone occupée, ou Combat Zone Nord.
Plutôt que d’un journal, il s’agit d’un tract très soigneusement dactylographié et dupliqué recto-verso. 
Rédigé en allemand, il s’adresse aux troupes d’occupation. Les tracts sont glissés dans les boîtes aux lettres, les poches de manteaux pendus aux vestiaires des lieux publics, ou envoyés par la poste à des destinataires dont l’adresse est connue des militants du groupe Nord.
Il s’agit de mettre en valeur les vantardises, les contradictions et les mensonges de la propagande hitlérienne.
La Bibliothèque Nationale de France conserve deux numéros d’Unter Uns.

## Sources
- Archives nationales.
- Bibliothèque Nationale.
- Musée de la Résistance et de la Déportation de Besançon.
- BDIC (Nanterre).